# (14080) Heppenheim
(14080) Heppenheim (1997 GB) – planetoida z pasa głównego asteroid okrążająca Słońce w ciągu 3,64 lat w średniej odległości 2,37 j.a. Odkryta 4 kwietnia 1997 roku.